# Route nationale 243 (Italie)
Pour les articles homonymes, voir Route nationale 243.
La route nationale 243 (SS 243, Strada statale 243 del Passo Gardena) est une route nationale d'Italie, située dans la région de Trentin-Haut-Adige, elle relie Plan de Gralba (Selva di Val Gardena) à Corvara in Badia sur une longueur de 15,200 km.